# Teatro Popular de Gotemburgo
El Teatro Popular de Gotemburgo (en sueco Folkteatern) es un teatro de la ciudad sueca de Gotemburgo.
Fue inaugurado en 1952 en la plaza Järntorget, y está íntimamente conectado al Movimiento Obrero Sueco.
El teatro dispone  de tres salas:
- Una gran sala (Stora scenen)  con 400 butacas, utilizada para piezas contemporáneas suecas
- El pequeño salón (Lilla scenen) con 60 butacas, destinado a producciones de formato experimental.
- El salón Infantil (En trappa ner) para dramatizaciones de obras de infantiles.

## Historia
Entre 2009 y 2013, el dramaturgo Lars Norén junto con Ulrika Josephsson fueron nombrados directores del Folkteatern.